# Virga

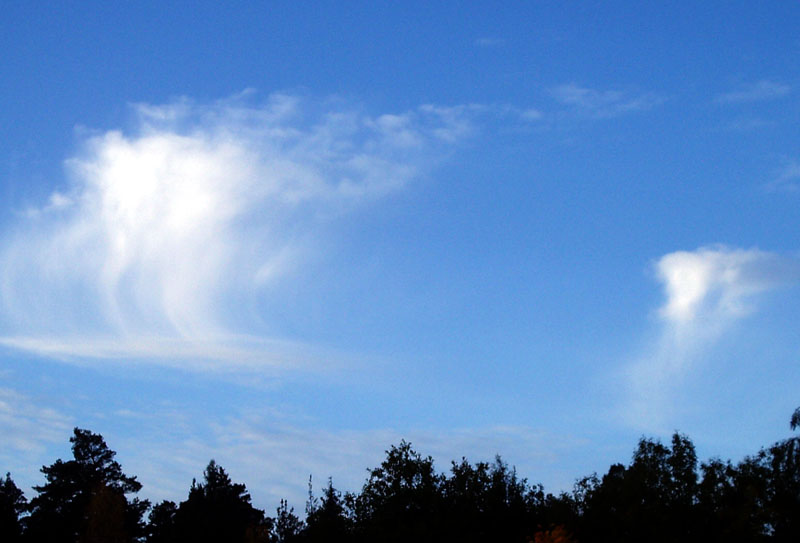
Altocumulus floccus virga

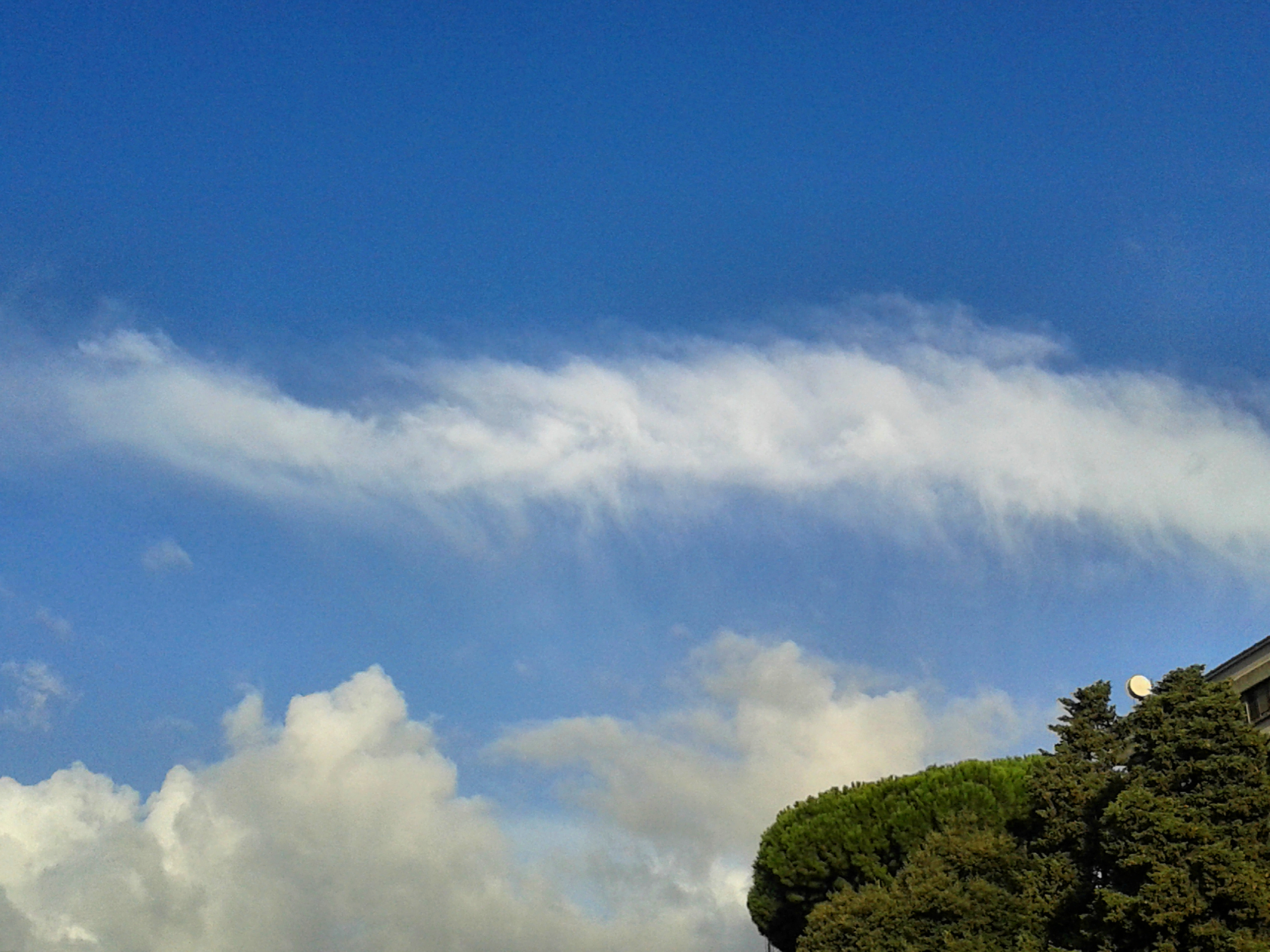
Stratocumulus virga

Virga (vir) (łac. gałąź, witka) – opad deszczu, śniegu, kryształków lodu, który nie dociera do powierzchni ziemi, ponieważ paruje lub sublimuje zanim opadnie. Dzieje się tak najczęściej, kiedy dolna część atmosfery ma niską wilgotność. 
Virga występuje przeważnie w przypadku chmur Cirrocumulus, Altocumulus, Altostratus, Nimbostratus, Stratocumulus, Cumulus i Cumulonimbus.
Z virgą związane są efekty meteorologiczne, np. „zasiewanie” niskich chmur wodnych przez opad z wysokich chmur lodowych (ang. feeder-seeder mechanism), wskutek czego powstaje deszcz. Ponadto, parujący deszcz traci ciepło i mogą powstawać lokalnie obszary niższej temperatury napędzające, dobrze zlokalizowane, zstępujące prądy suchego powietrza – tzw. mikroszkwały (ang. dry microbursts), niebezpieczne dla lotnictwa.

## Virga poza Ziemią
Poza Ziemią opady śniegu o charakterze virgi zostały zaobserwowane na Marsie przez sondę Phoenix. Śnieg padał z chmur przepływających 4 kilometry ponad lądownikiem i sublimował, zanim dotarł do powierzchni.